# Elisabeth Granier
Elisabeth Granier (* 25. Januar 1870 in Posen; † 8. Juli 1951 in Blankenburg) war eine deutsche Lehrerin und Schulleiterin.

## Leben
Elisabeth Granier wurde als Tochter eines preußischen Offiziers geboren. Nachdem sie in Breslau ein Lehrerinnenseminar besucht hatte, erhielt sie in Hannover ihre erste Anstellung als Lehrerin von 1896 bis 1900 an der Boysenschule, einer privaten, 1882 von Julie Boysen gegründeten Mädchenschule in Hannover.
Anschließend studierte Elisabeth Granier in Paris und an der Universität Göttingen die Fächer Französisch, Deutsch und Philosophie und bestand ihr Examen als Oberlehrerin.
1906 kehrte Granier nach Hannover zurück und wurde dort zur Schulleiterin der Boysenschule, die unter ihr 1911 als privates Lyzeum staatlich anerkannt wurde. Die Schule erhielt nach dem Umzug in einen Neubau in der Rumannstraße 1914 den Namen Ost-Lyzeum.
Nach dem Ersten Weltkrieg stellte Granier in der Weimarer Republik 1928 erfolgreich den Antrag auf Übernahme des Ost-Lyzeums durch die Stadt Hannover. Elisabeth Granier wurde zum 31. März 1931 pensioniert.
Elisabeth Granier starb 1951 in Blankenburg, wurde jedoch auf dem Stadtfriedhof Engesohde begraben, wo ihr Grab noch heute erhalten ist.
Das 1934 in Elisabeth-Granier-Schule umbenannte Ostlyzeum behielt den Namen noch bis 1955. Dann wurde die Schule aufgeteilt in die im alten Stammhaus verbliebene Ricarda-Huch-Schule und die Käthe-Kollwitz-Schule (Hannover) in der Podbielskistraße.

## Ehrungen
- 1934 Umbenennung des Ostlyzeums in "Elisabeth-Granier-Schule" (bis 1955)
- Die 2001 angelegte Straße Elisabeth-Granier-Hof im hannoverschen Stadtteil List wurde nach der Studiendirektorin benannt.[2]
- Namensgebung "Elisabeth-Granier-Passage" im Ortsteil Kaltenweide der Stadt Langenhagen